# Rugiewit

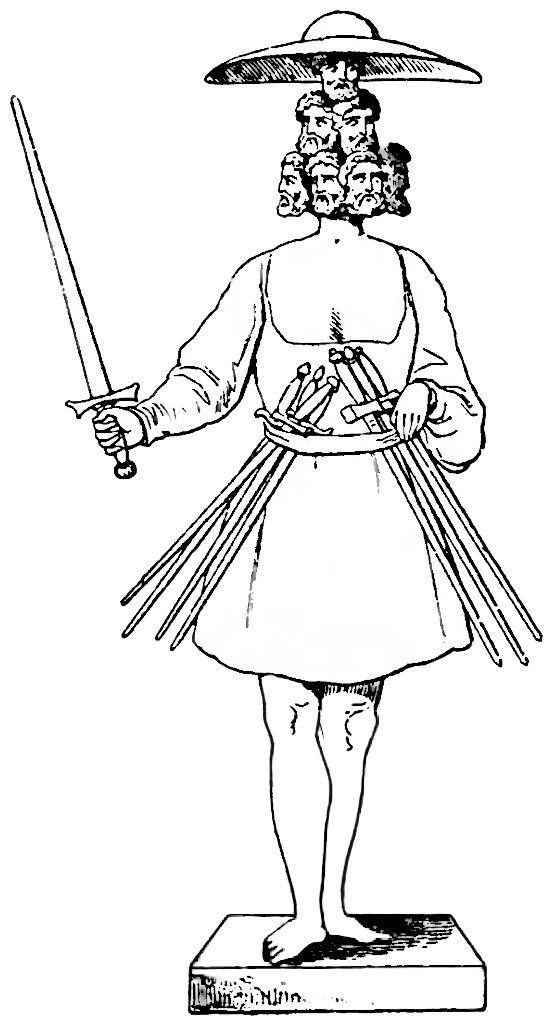
Gravure contemporaine représentant Rugiaevit (1888).

Davor (Rugiewit ou Rugiwit) est une divinité de la mythologie slave. Dans l'hypothèse certes prépondérante mais discutable, il est la personnification locale du dieu panslavique de la guerre Péroun, lui adoré dans toutes les régions où la mythologie slave est implantée.
Rugiewit est vénéré à Charenza par le peuple des Rani sur l'île de Rügen où un temple est érigé à ce dieu. Rugiewit est représenté sous la forme d'une divinité à sept faces. Comme Svantovit, il est adoré dans la proche forteresse d'Arkona. D'autres dieux sont aussi vénérés à Charenza dont Porenut et Porewit.
Rugiewit est le protecteur de l'île de Rügen. Il est assisté dans cette tâche par Karewit. Le nom de Rugiewit signifie d'ailleurs Seigneur de Rügen. Il possède selon les représentations sept têtes et sept épées à sa ceinture plus une huitième à sa main. 